# Douglas (Wyoming)
Douglas is een plaats (city) in de Amerikaanse staat Wyoming, en valt bestuurlijk gezien onder Converse County.

## Demografie
Bij de volkstelling in 2000 werd het aantal inwoners vastgesteld op 5288. In 2006 is het aantal inwoners door het United States Census Bureau geschat op 5643, een stijging van 355 (6,7%).

## Geografie
Volgens het United States Census Bureau beslaat de plaats een oppervlakte van 13,6 km², waarvan 13,2 km² land en 0,4 km² water.

## Geboren
- David Briggs (1944-1995), muziekproducent

## Plaatsen in de nabije omgeving
De onderstaande figuur toont nabijgelegen plaatsen in een straal van 80 km rond Douglas.